# Hertha Sponer
Hertha Sponer (ur. 1 września 1895 w Nysie na Śląsku, zm. 27 lutego 1968 w Ilten koło Hanoweru) – niemiecka fizyk.

## Życiorys
Po studiach w Tybindze i Getyndze uzyskała doktorat w 1920 r. pod kierunkiem Petera Debye na podstawie pracy „Über ultrarote Absorption zweiatomiger Gase”. Od 1921 do 1925 r. była asystentką, do 1932 docentką prywatną, a po 1934 profesor nadzwyczajną Uniwersytetu w Getyndze. Współpracowała z Jamesem Franckiem, którego została żoną w 1946 r., Arnoldem Euckenem, Edwardem Tellerem i Rudolfem Minkowskim. W 1934 r. wyemigrowała do Norwegii i tam objęła stanowisko profesora w Oslo. Od 1936 do 1966 r.pracowała w Durham na Duke University. W 1966 r. wróciła do Niemiec.
Hertha Sponer wniosła ważny wkład w badania nad fizyką molekularną i spektroskopią. W fizyce znana jest metoda Birge-Sponer (ekstrapolacja Birge-Sponer, wykres Birge-Sponer).

## Dzieła
- “Molekülspektren und ihre Anwendung auf chemische Probleme”, t. 1 – 2, Berlin, 1935/1936.
- H. Sponer, T. Birge, “The Heat of Dissociation of Non-Polar Molecules”, “Physical Review” 1926.
- J. Franck, H. Sponer, E. Teller, “Bemerkungen über die Prädissoziation dreiatomiger Moleküle”, “Zeitschrift fuer Physikalische Chemie” 1932.